# Оєштій-Унгурень
Оєштій-Унгурень, Оєштій-Унгурені (рум. Oeștii Ungureni) — село у повіті Арджеш в Румунії. Входить до складу комуни Корбень.
Село розташоване на відстані 145 км на північний захід від Бухареста, 47 км на північ від Пітешть, 122 км на північний схід від Крайови, 86 км на південний захід від Брашова.

## Населення
За даними перепису населення 2002 року у селі проживали 1007 осіб, з них 1004 особи (99,7%) румунів. Усі жителі села рідною мовою назвали румунську.